# Smicropus simplex
Smicropus simplex là một loài bướm đêm trong họ Geometridae.